# The Shetland Experience
The Shetland Experience ist ein britischer Dokumentar-Kurzfilm von Derek Williams aus dem Jahr 1977. Der Film handelt von der Errichtung des Sullom Voe Terminals auf den Shetland-Inseln und den Herausforderungen an die Umwelt. Der Film wurde im Auftrag der Sullom Voe Association erstellt und wurde bei der Oscarverleihung 1978 als Bester Dokumentar-Kurzfilm nominiert.

## Inhalt
Nach einer kurzen Abhandlung über die Bedeutung von Sullom Voe stellt der Sprecher Shetland, seine Flora und Fauna sowie seine Einwohner vor, die hauptsächlich als Farmer, Fischer und Schafzüchter ihr Geld verdienen. Es folgt ein kurzer Abriss der Geschichte sowie eine Darstellung der zu jener Zeit 19.000 Einwohner.
In den 1970ern begann sich die Ölindustrie für das Gebiet zu interessieren und Shetland geriet in den Blick der Öffentlichkeit. Die Planungen zu zwei Öl-Pipelines begannen und Umweltforscher untersuchten die Insel, um möglichst wenig in die Natur einzugreifen. 1974 begannen die Arbeiten. Mit den Arbeiten kam auch neue Infrastruktur auf die Insel. Im Juli 1976 wurde die Land-Pipeline fertig gestellt.
Gezeigt werden auch die Feierlichkeiten des Up Helly Aa. Der Film schließt schließlich mit der Hoffnung, dass das „Shetland Experience“ als Signal dazu dienen soll, das die Industrie und die Menschen eine friedliche und produktive Partnerschaft eingehen können.

## Hintergrund
Der Dokumentarfilm diente als Werbefilm für die Sullom Voe Association, einem Zusammenschluss der shetländischen Verwaltung und der Ölindustrie, insbesondere der BP, die ein Interesse daran hatten, das in der Öffentlichkeit umstrittene Projekt planmäßig fertigzustellen. Trotz des unverhohlenen Werbecharakters des Films sind sowohl die zum Teil lyrische Erzählweise als auch die gezeigten Bilder für die Zeit ungewöhnlich und innovativ, so dass der Film von den Kritikern gelobt wurde.
Der Film wurde bei der Oscarverleihung 1978 als Bester Dokumentar-Kurzfilm nominiert, verlor aber gegen Gravity Is My Enemy.